# Vladimír Špidla
Vladimír Špidla (Praga, Checoslováquia, 22 de abril de 1951) é um arqueólogo e político checo que serviu como primeiro-ministro da República Checa entre 2002 e 2004, sucedendo Miloš Zeman e sendo sucedido no cargo por Stanislav Gross. Antes disso, foi ministro do Trabalho e Assuntos Sociais no governo anterior de seu correligionário Zeman entre 1998 e 2002 e assumiu a liderança do Partido Social-Democrata Tcheco em 7 de abril de 2001. 
No comando do ČSSD, liderou os sociais-democratas à nova vitória eleitoral nas eleições legislativas de 2002, ocasião em que ascendeu ao poder como o 4.º primeiro-ministro do país, liderando um governo minoritário em coalizão com ã União Cristã e Democrata - Partido Popular Checoslovaco (KDU-ČSL). No entanto, acabou por renunciar 2 anos depois em 4 de agosto de 2004 para assumir o Comissariado Europeu de Emprego, Assuntos Sociais e Inclusão durante a gestão de José Manuel Durão Barroso à frente da Comissão Europeia, permanecendo no cargo até 2010.